# Calceolaria lasiocalyx
Calceolaria lasiocalyx är en toffelblomsväxtart som beskrevs av Francis Whittier Pennell. Calceolaria lasiocalyx ingår i släktet toffelblommor, och familjen toffelblomsväxter. Inga underarter finns listade i Catalogue of Life.